# Естурояртуннілін
62°04′30″ пн. ш. 6°47′04″ зх. д. / 62.07508° пн. ш. 6.78457° зх. д.
Eysturoyartunnilin — великий інфраструктурний проєкт, що сполучає острів Стреймой з островом Естурой через підводний автомобільний тунель під протокою Tangafjørur на Фарерських островах. Він також перетинає південну частину Скалафьордура та сполучає міста Рунавік на східній стороні та Стрендур на західній стороні фйорду. Загалом підводний тунель з трьома відгалуженнями має довжину 11,24 км, включаючи неповторну першу в світі підводну розв'язку. Вартість будівництва оцінюється приблизно у мільярд данських крон. Відкрито для руху 19 грудня 2020

## Історія
Ідея створення Eysturoyartunnilin виникла під час будівництва Vágatunnilin і Norðoyatunnilin, відкритих в 2002 і 2006 роках відповідно, що ознаменувало новий погляд на внутрішній транспорт і регіональний розвиток. В 2006 році для будівництва цього тунелю була заснована приватна компанія P/F Skálafjarartunnilin. Через фінансову кризу зацікавленим сторонам потрібно було декілька років, щоб втілити плани у життя і отримати політичну підтримку Тунель був включений у національний план дорожнього будівництва на 2012 рік, в якому відмовилися від назви Skálafjarðartunnilin і згодом привласнили йому назву Eysturoyartunnilin. У червні 2013 року була створена ще одна приватна компанія, P/F Eysturoyartunnilin, з метою проведення операції між урядом Фарерських островів, страховою компанією Фарерських островів LÍV та данською компанією Copenhagen Infrastructure Partners (CIP). CIP уклала секретні домовленості з міністром транспорту Фарерських островів Карі П. Хойгаардом, який був змушений піти у відставку на початку вересня, коли про це стало відомо. Це призвело до невеликого політичної кризи. В 2015 році, за результатами офіційного розслідування, кабінет Кай Лео Йоганнесена був змушений оголосити дострокові вибори P/F Skálafjarðartunnilin та P/F Eysturoyartunnilin були ліквідовані в 2015 році після дворічної бездіяльності. Тим часом, після політичної кризи 2013 року, спеціальна комісія підготувала проект державного, а не приватного інвестування. Ця пропозиція була підтримана всіма сторонами і привело в 2014 році до заснування публічної компанії P/F Eystur- og Sandoyartunlar (скорочено «EStunlar» або EST). Ця компанія, повністю належить Міністерству транспорту, будує, володіє і управляє як Eysturoyartunnil, так і Sandoyartunnil. Компанія NCC отримала підряд на виконання будівельних робіт.

## Будівництво
8 листопада 2016 року було укладено угоду зі скандинавською будівельною компанією NCC про будівництво тунелю Ейстурой, а також тунелю Санд. Контракт на обидва тунелі становить 2 073 мільйона данських крон, в той час як загальна вартість обох тунелів оцінюється приблизно в 2 600 мільйонів данських крон.
Буріння самого тунелю розпочалося 21 лютого зі сторони Стрендура і 27 квітня 2017 року з боку Хвітанеса. Команда, яка рухалася від Стрендур, досягла дільниці підводної кільцевої розв'язки 4 грудня 2017; всього було вирито 3059 м (в обидві сторони). Після завершення першого етапу і кільцевої розв'язки, розпочалася третя частина бурових робіт: дві бригади на кільцевій розв'язці Хвітанес рухалися назустріч одна одній (вони зустрілися під водою 7 червня 2019 г.), а одна - з кільцевої розв'язки до Солтнеса. Останній вибух було проведено 7 червня 2019 року, після чого кілька місяців було витрачено на укладання асфальту, прокладку кабелів, установку аварійних споруд і покажчиків. Тим часом NCC перевезла бурові установки на Сандояртуннілін, де 27 червня 2019 року розпочалося будівництво.

## Характеристики
Тунель — двосмуговий підводний, що складається з трьох труб, що сполучаються підводною кільцевою розв'язкою, розташованою на 72,6 метра нижче поверхні фіорду Скалафьордюр. Довжина тунелю від в'їзду в Рокині-ін-Сальтнес до кільцевої розв'язки становить 2153 м, а відстань від Сега в Стрендуре до кільцевої розв'язки становить 1 625 м. Основна траса від Торсхавна до кільцевої розв'язки має довжину 7 460 м і виходить на поверхню біля села Гвітанес. В результаті, загальна протяжність доріг становить 11,238 км, що робить його, на 2020, другим по довжині підводним автомобільним тунелем у світі, поступаючись лише тунелю Рифаст у Ставангері, Норвегія.
З метою підвищення безпеки, жоден похил в тунелі не має бути крутіше п'яти відсотків, а найнижча точка знаходиться на 189,0 м нижче рівня моря.

## Платня
Затрати на будівництво тунелю будуть відшкодовані за рахунок плати за проїзд. У липні 2020 року було оголошено платню за проїзд, починаючи з 75 данських крон для невеликих автомобілів між Торсгавн і Естурой і 25 данських крон для місцевого руху між Салтнесом і Стрендуром. Плата буде стягуватися за проїзд в обох напрямках, на відміну від маршрутів Вагатуннілін і Нортятуннілін, які стягують плату тільки в одну сторону. Досвід двох існуючих підводних тунелів свідчить про те, що трафік в тунелях, ймовірно, буде більше, ніж спочатку очікувалося, тому зростання числа автомобілів має забезпечувати стабільне фінансування.

## Вплив
Тунель скоротив відстань від Торсавна до Рунавіком/Стрендура з 55 км до 17 км. 64-хвилинна поїздка  скорочена до 16 хвилин. Поїздка від Торсгавна до Клаксвік скорочена з 68 до 36 хвилин. Подібно впливу двох уже існуючих підводних тунелів, очікується посилення руху, взаємодії і регіональної інтеграції в результаті підвищення доступності як в місцевому, так і в регіональному, і в національному масштабі. На стороні Естурой тунелю ціни на будинки виросли на 31% в період з 2019 по 2020 рік і подвоїлися в період з 2015 по 2020 роки .
Strandfaraskip Landsins управляє основним міжміським автобусним маршрутом країни 400 Клаксвік-Торсгавн, який, ймовірно, змінить свій старий маршрут через Скалафьордюр і Сундлагід і замість цього буде проходити через Рунавік.
Національний уряд і муніципалітет Рунавік домовилися про будівництво об'їзної дороги між порталом тунелю і межею міста Гліврар,за для полегшення зростаючого рух по вулицях міста після відкриття тунелю. Ця дорога, що отримала назву Fjøruvegurin (прибережна дорога), буде побудована уздовж берегової лінії.